# NGC 5464
NGC 5464 is een balkspiraalstelsel in het sterrenbeeld Waterslang. Het hemelobject werd op 30 maart 1835 ontdekt door de Britse astronoom John Herschel.

## Synoniemen
- ESO 446-11
- MCG -5-33-45
- TOL 43
- AM 1404-294
- IRAS 14041-2946
- PGC 50356